# Liste der Kulturgüter in Welschenrohr-Gänsbrunnen
Die Liste der Kulturgüter in Welschenrohr-Gänsbrunnen enthält alle Objekte in der Gemeinde Welschenrohr-Gänsbrunnen im Kanton Solothurn, die gemäss der Haager Konvention zum Schutz von Kulturgut bei bewaffneten Konflikten, dem Bundesgesetz vom 20. Juni 2014 über den Schutz der Kulturgüter bei bewaffneten Konflikten sowie der Verordnung vom 29. Oktober 2014 über den Schutz der Kulturgüter bei bewaffneten Konflikten unter Schutz stehen.
Objekte der Kategorie A sind im Gemeindegebiet nicht ausgewiesen, Objekte der Kategorie B sind vollständig in der Liste enthalten, Objekte der Kategorie C fehlen zurzeit (Stand: 1. Januar 2023).

## Kulturgüter
| Foto |                                                                                                 | Objekt                                                              | Kat. | Typ | Standort                                       | Beschreibung |
| ---- | ----------------------------------------------------------------------------------------------- | ------------------------------------------------------------------- | ---- | --- | ---------------------------------------------- | ------------ |
| BW   | Datei hochladen · Wikidata zu Oberdörferberg, frühmittelalterliche Eisenerzgruben (Q115237574)  | Oberdörferberg, frühmittelalterliche Eisenerzgruben KGS-Nr.: 01986  | B    | F   | Gänsbrunnen, Oberdörferberg 599700 / 234200    |              |
| BW   | Datei hochladen · Wikidata zu Gunsch, frühneuzeitliche Glashütte (Q115238274)                   | Gunsch, frühneuzeitliche Glashütte KGS-Nr.: 02282                   | B    | F   | Gänsbrunnen, Gunsch 604100 / 234900            |              |
| BW   | Datei hochladen · Wikidata zu Backi, Eisenerzabbbaugruben unbekannter Zeitstellung (Q115244089) | Backi, Eisenerzabbbaugruben unbekannter Zeitstellung KGS-Nr.: 02351 | B    | F   | Gänsbrunnen, Backi 600500 / 234550             |              |
| ja   | Datei hochladen · Wikidata zu Pfarrkirche St. Joseph (Q29880778)                                | Pfarrkirche St. Joseph KGS-Nr.: 04549                               | B    | G   | Gänsbrunnen, Kirchstrasse 7 602428 / 234772    |              |
| BW   | Datei hochladen · Wikidata zu Uhrenmuseum (Welschenrohr) (Q27489810)                            | Uhrenmuseum KGS-Nr.: 11081                                          | B    | S   | Welschenrohr, Hauptstrasse 363 606739 / 236636 |              |
| ja   | Datei hochladen · Wikidata zu Gasthof St. Joseph (Q29880774)                                    | Gasthof St. Joseph KGS-Nr.: 11147                                   | B    | G   | Gänsbrunnen, Hauptstrasse 12 602208 / 234665   |              |
| ja   | Datei hochladen · Wikidata zu Pfarrhaus (Q29880777)                                             | Pfarrhaus KGS-Nr.: 13478                                            | B    | G   | Gänsbrunnen, Kirchstrasse 8 602398 / 234790    |              |